# Ryota Hayasaka
Ryota Hayasaka (født 19. september 1985) er en japansk fodboldspiller.
Han har spillet for flere forskellige klubber i sin karriere, herunder Sagan Tosu og Hokkaido Consadole Sapporo.